# Польско-украинская граница
Польско-украинская граница — государственная граница между Украиной и Республикой Польша. Протяженность границы — 535 км.
Существует формально с момента обретения независимости Украины от Советского Союза, то есть с 24 августа 1991 года. До 1991 года нынешняя польско-украинская граница былa частью польско-советской границы и имела идентичное расположение.
Польско-украинская граница также является внешней границей Европейского Союза.

## Описание
Граница идёт от Ужоцкого перевала, вдоль долины Сана, на восток от Лютовиск, Устшик-Дольных, пересекает долину реки Стрвяж, Пшемышльские ворота, проходит в северо-восточном направлении и в окрестностях Крылува достигает реки Западный Буг, а затем вдоль Буга продолжается до Собибура.
 Воеводства, граничащие с Украиной:
- Подкарпатское воеводство
- Люблинское воеводство

 Области Украины, граничащие с Польшей:
- Закарпатская область
- Львовская область
- Волынская область

## Пограничные переходы
На польско-украинской границе находится 15 пунктов пересечения границы — 9 автодорожных и 6 железнодорожных.
| #  | Название                                                   | Пограничный пункт Украины | Пограничный пункт Польши | Вид перехода               |
| -- | ---------------------------------------------------------- | ------------------------- | ------------------------ | -------------------------- |
| 1  | Гребенне—Рава-Русская                                      | Рава-Русская              | Гребенне                 | автомобильный              |
| 2  | Медыка—Шегини                                              | Шегини                    | Медыка                   | автомобильный, пешеходный  |
| 3  | Дорогуск—Ягодин                                            | Ягодин                    | Дорогуск                 | автомобильный              |
| 4  | Зосин—Устилуг (совместный контроль)                        | Устилуг                   | Зосин                    | автомобильный, до 3.5 тонн |
| 5  | Корчёва—Краковец                                           | Краковец                  | Корчёва                  | автомобильный              |
| 6  | Кросценко—Смильница на территории РП (совместный контроль) | Старява                   | Кросценко                | автомобильный              |
| 7  | Будомеж—Грушев на территории РП (совместный контроль)      | Грушев                    | Будомеж                  | автомобильный, до 3.5 тонн |
| 8  | Долхобычув—Угринов на территории РП (совместный контроль)  | Долхобычув                | Угринов                  | автомобильный, до 3.5 тонн |
| 9  | Мальховице—Нижанковичи                                     | Мальховице                | Нижанковичи              | автомобильный, до 3.5 тонн |
| 10 | Верхрата—Рава-Русская                                      | Рава-Русская              | Верхрата                 | железнодорожный            |
| 11 | Гребенне—Рава-Русская                                      | Рава-Русская              | Гребенне                 | железнодорожный            |
| 12 | Кросценко—Хыров                                            | Хыров                     | Кросценко                | железнодорожный            |
| 13 | Дорогуск—Ягодин                                            | Ягодин                    | Дорогуск                 | железнодорожный            |
| 14 | Грубешов—Владимир-Волынский                                | Владимир-Волынский        | Грубешов                 | железнодорожный            |
| 15 | Пшемысль—Мостиска                                          | Мостиска                  | Пшемысль                 | железнодорожный            |